# Carlsbad, New Mexico
Carlsbad är en stad (city) i Eddy County i delstaten New Mexico i USA. Staden hade 32 238 invånare, på en yta av 82,34 km² (2020). Carlsbad är administrativ huvudort (county seat) i Eddy County.
Staden är belägen i delstatens sydöstra del, cirka 110 kilometer väster om och cirka 47 kilometer norr om gränsen mot delstaten Texas, samt cirka 395 kilometer sydost om huvudstaden Santa Fe. Vid Carlsbad finns Carlsbad Caverns nationalpark med 83 grottor från den geologiska perioden perm. Nationalparken är uppsatt på Unescos världsarvslista.

## Demografi
Vid folkräkningen 2020 hade Carlsbad 32 238 invånare och 10 611 hushåll. Befolkningstätheten var 395 invånare per kvadratkilometer. Av befolkningen var 57,02 % vita, 2,26 % svarta/afroamerikaner, 1,54 % ursprungsamerikaner, 1,36 % asiater, 0,12 % oceanier, 19,78 % från andra raser samt 17,92 % från två eller flera raser. 50,57 % av befolkningen var latinamerikaner.
Enligt en beräkning från 2019 var medianinkomsten per hushåll $69 193 och medianinkomsten för en familj var $73 893. Omkring 14,0 % av invånarna levde under fattigdomsgränsen.

## Kända personer från Carlsbad
- Barry Sadler, musiker
- Bruce Cabot, skådespelare